# McDonnell Douglas F-4 Phantom II
McDonnell Douglas F-4 Phantom II är ett amerikanskt stridsflygplan som utvecklades av McDonnell under slutet av 1950-talet som jaktplan för USA:s flotta. Det var det första planet med titan i sin konstruktion. F-4 var effektiv i strid, modifierades för många olika uppgifter samt exporterades till 11 länder. Det satte 15 rekord under de 18 första månaderna det var i tjänst, bland annat höjd (30 040 m), hastighet (2585 km/h) och låghöjdshastighet (1452 km/h) som stod i 16 år.
De första versionerna av F-4 Phantom förlitade sig helt på jaktrobotar som beväpning för jaktuppdrag. Det visade sig i strid att avsaknaden av en inbyggd automatkanon var en allvarlig taktisk brist, fastän en kanon kunde medföras i en kapsel under centrumlinjen. Kapselinstallationens precision var inte fullgod för luftstrid, sedermera försågs version E med en fast monterad automatkanon under nosen.
Versioner av F-4 Phantom II utvecklades även för USA:s flygvapen (ursprungligt betecknat F-110 Spectre) och de första exemplaren av version C var klara för tjänst de första åren på 1960-talet. För USA:s flygvapen utvecklades också versioner för spaningsuppdrag (RF-4C) och att bekämpa fientliga luftvärnssystem (F-4G). Exemplar av de två sistnämnda typerna fanns fortfarande i tjänst under Operation Desert Storm 1991. Sammanlagt tillverkades mer än 5000 exemplar av Phantom II.
F-4 Phantom var bland de första planen som kunde skjuta ner plan med BVR-teknik (Beyond Visual Range). I Vietnam- och Kuwaitkriget sköt Phantom sammanlagt ned 280 plan.

## Varianter
- F-4A (F4H-1F innan 1962) – tvåsitsigt allväders jaktplan för USA:s flotta, 45 byggda. J79-GE-2 och -2A motorer med 71,6 kN dragkraft vardera med efterbrännkammare.
- F-4B (F4H-1 innan 1962) – tvåsitsigt allväders jakt- och attackplan för USA:s flotta och USA:s marinkår, 649 byggda. J79-GE-8A och -8B motorer med 75,4 kN dragkraft vardera med efterbrännkammare.
- RF-4B (F4H-1P innan 1962) – taktiskt spaningsplan för USA:s marinkår baserat på F-4B. Nosen förlängdes med 1,4 m och en mindre AN/APQ-99 radar installerades för att få plats med spaningskameror i nosen. Tre kameror kunde bäras i nosen, vanligtvis en mix mellan kameror för låg och hög höjd. En sidoskannande AN/APQ-102 radar bars även. Totalt byggdes 46 stycken. Den sista togs ur tjänst 1990.
- F-4C (F-110A Spectre från början) – tvåsitsigt allväders taktiskt jakt- och attackplan för USA:s flygvapen. De bredare däcken till huvudlandningsställen nödvändiggjorde ett par karaktäristika bulor på vingen. J79-GE-15 motorer med möjlighet till patronstart, anpassad för lufttankning med bom istället för med slang, AN/APQ-100 radar och flygkontroller även i den bakre cockpiten. Totalt byggdes 583 stycken.
- EF-4C Wild Weasel IV – F-4C konverterade till telekrigsplan, utrustade med en ett flertal motmedelssystem. Beväpnad primärt med antiradarroboten AGM-45 Shrike och multipelbomber, men saknade möjlighet att bära den kraftfullare roboten AGM-78 Standard ARM. Totalt konverterades 36 stycken.
- RF-4C – taktiskt spaningsplan för USA:s flygvapen baserat på F-4C. Totalt byggdes 503 stycken.
- F-4D – F-4C med modernare avionik och AN/APQ-109 radar. Första flygning i juni 1965, totalt byggdes 825 stycken. Tre flygvapen piloter uppnådde status av flygaräss flygande F-4D under Vietnamkriget.
- F-4E – version utvecklad för USA:s flygvapen med en integrerad M61 Vulcan automatkanon i nosen efter lärdomarna i Vietnamkriget. För att få plats med kanonen så fick planet den förlängda nosen från RF-4C och en mer kompakt radar av typen AN/APQ-120. Motorerna var från början J79-GE-17 med 79,4 kN dragkraft vardera med efterbrännkammare. I slutet av produktionsserien så försågs flygplanen med framkantsslats för att öka manöverbarheten på bekostnad av toppfarten. Från Block 53 introducerades möjligheten att bära attackroboten AGM-65 Maverick och rökfria motorer av typen J79-GE-17C eller -17E. Varianten gjorde sin första flygning den 1 augusti 1965, totalt tillverkades 1370 stycken av denna variant vilket gör den till den mest tillverkade varianten.
- F-4EJ – tvåsitsigt allväders jaktplans version av F-4E utan attackkapacitet. Byggd i Japan under licens av Mitsubishi Heavy Industries, totalt 140 byggda.
- F-4F – förenklad variant av F-4E för tyska Luftwaffe utan möjlighet att bära AIM-7 Sparrow, totalt 175 stycken byggda.
- F-4G – 12 stycken F-4B uppgraderade för USA:s flotta med datalänk för automatisk landning på hangarfartyg.
- F-4G Wild Weasel V – F-4E konverterade till störflygplan, AN/APQ-120 radar, möjlighet att bära AGM-45 Shrike, AGM-78 Standard och AGM-88 HARM. Totalt konverterades 134 stycken.
- F-4J – förbättrad version av F-4B för USA:s flotta och USA:s marinkår, totalt 522 byggda. J79-GE-10 motorer med 79,4 kN dragkraft vardera med efterbrännkammare, en AN/APG-59 pulsdopplerradar kopplad med AN/AWG-10 vapensystemet med look-down shoot-down kapacitet. Hade de bredare däcken till huvudlandningsställen från F-4C vilket gav samma bulorna på vingen.
- F-4K (Phantom FG1 i brittisk tjänst) – variant av F-4J för Fleet Air Arm för att ersätta De Havilland Sea Vixen ombord på Royal Navys hangarfartyg. Fällbar nossektion och förlängt noslandningsställ. Omkonstruerad för att använda de brittiska  Rolls-Royce Spey 202 motorerna, detta gav en större flygkropp men högre dragkraft för start från mindre hangarfartyg. Totalt 50 stycken levererades från 1968, 20 stycken överfördes direkt till RAF efter avbeställningar av nya brittiska hangarfartyg. Samtliga överfördes till RAF 1978.
- F-4M (Phantom FGR.Mk.2 i brittisk tjänst) – variant av F-4K utvecklad för RAF, totalt 116 stycken byggda. Beställd efter nedläggningen av VTOL planet med överljudskapacitet, Hawker Siddeley P.1154. Ersatte English Electric Canberra, English Electric Lightning och Hawker Hunter.
- F-4N – moderniserade F-4B som inkorporerade samma aerodynamiska förbättringar som på F-4J och rökfria motorer. Första flygning 4 juni 1972, totalt konverterades 228 stycken.
- F-4S – moderniserade F-4J med rökfria motorer, förstärkt flygkropp och framkants klaffar för ökad manöverbarhet. 302 stycken ombyggda.

## Användare

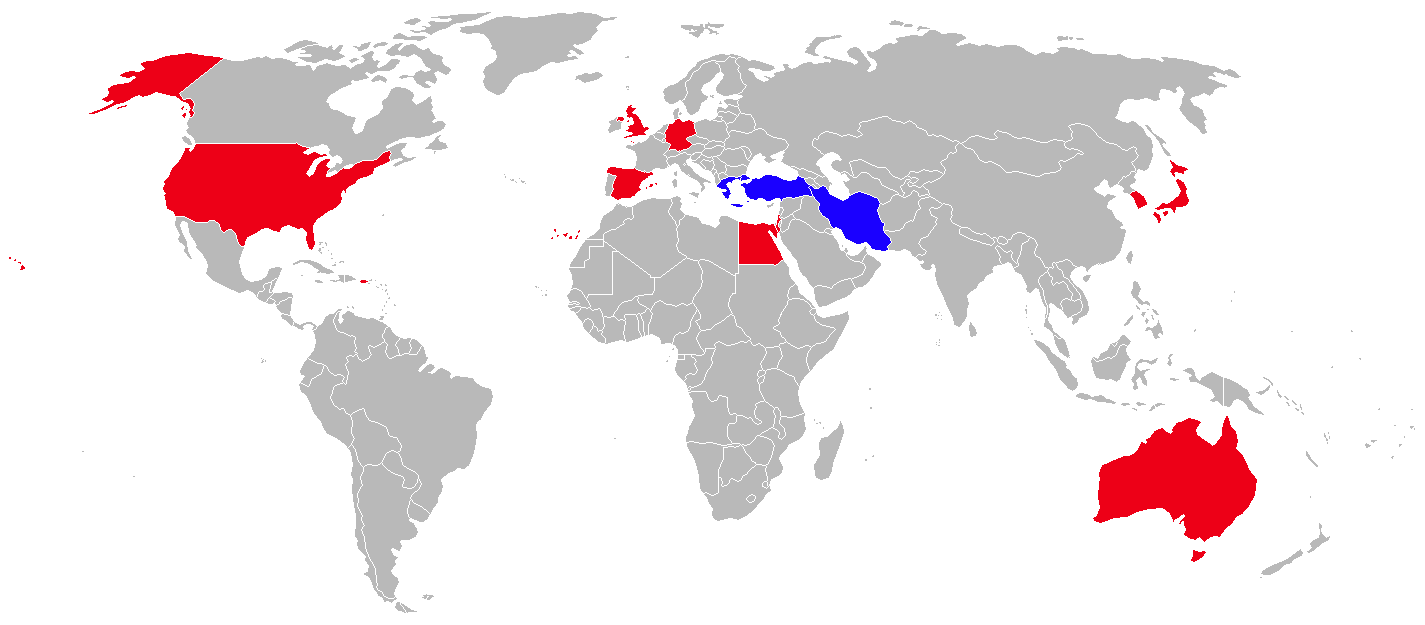
Användare (april 2021).

### Nuvarande
- Greklands flygvapen
- Islamska republiken Irans flygvapen
- Sydkoreas flygvapen
- Turkiets flygvapen

### Tidigare
- Australiens flygvapen
- Israels flygvapen
- Spaniens flygvapen
- Storbritannien
  -  Royal Navy
  -  Storbritanniens flygvapen
- Tysklands flygvapen
- USA
  -  USA:s flotta
  -  USA:s flygvapen
  -  USA:s marinkår

## Galleri

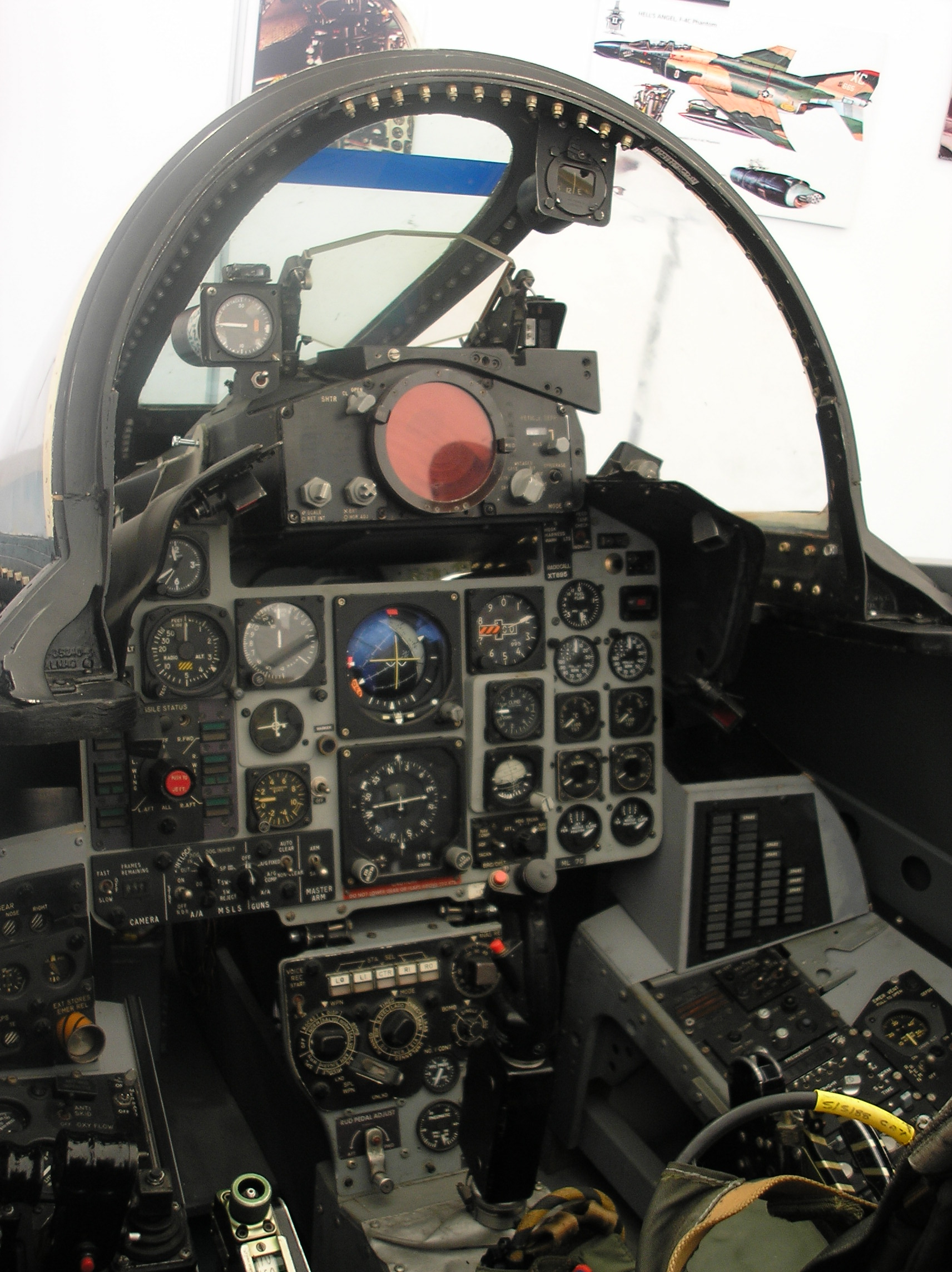
F-4 Phantom II förarkabin.
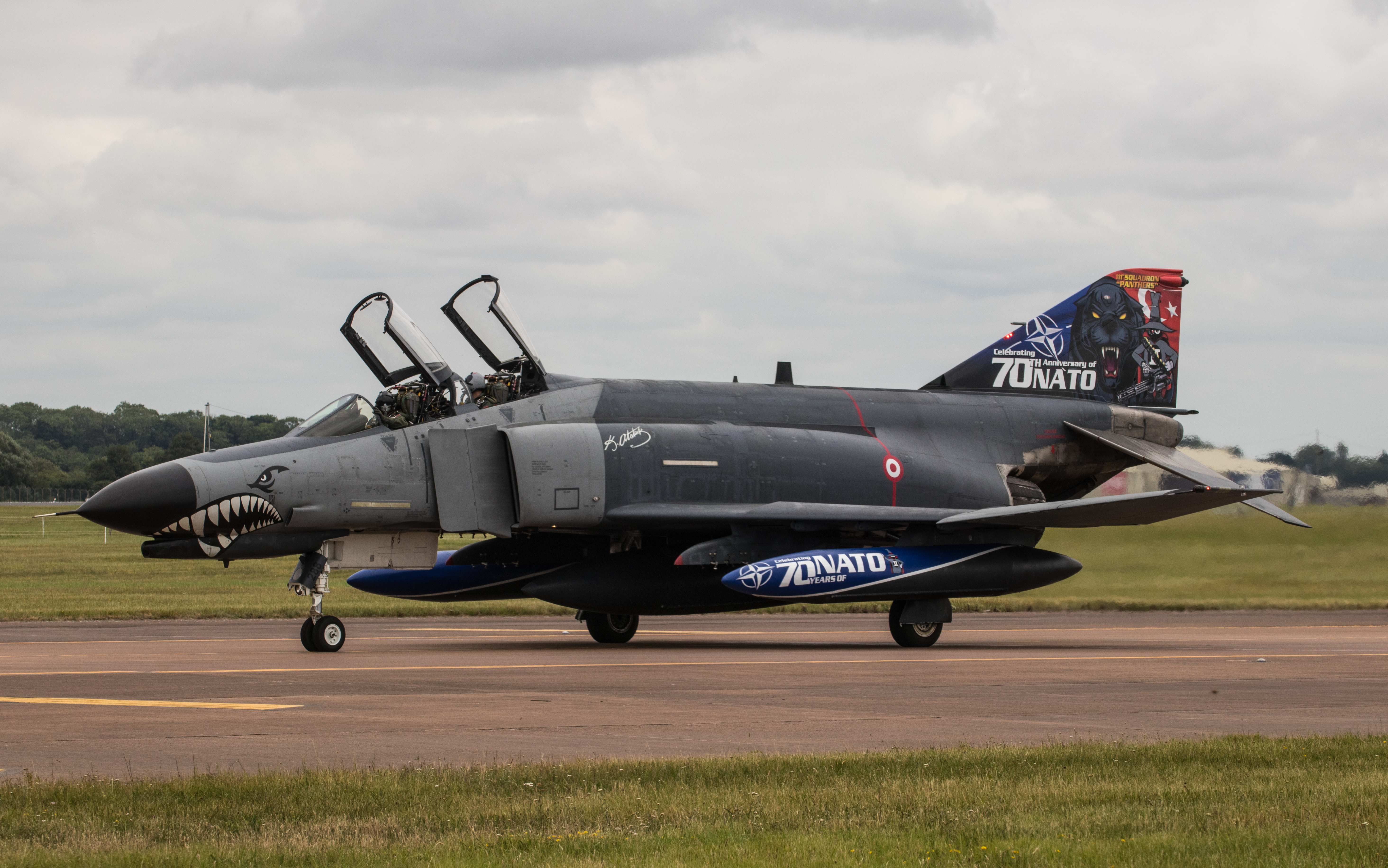
Turkisk F-4 Phantom II.
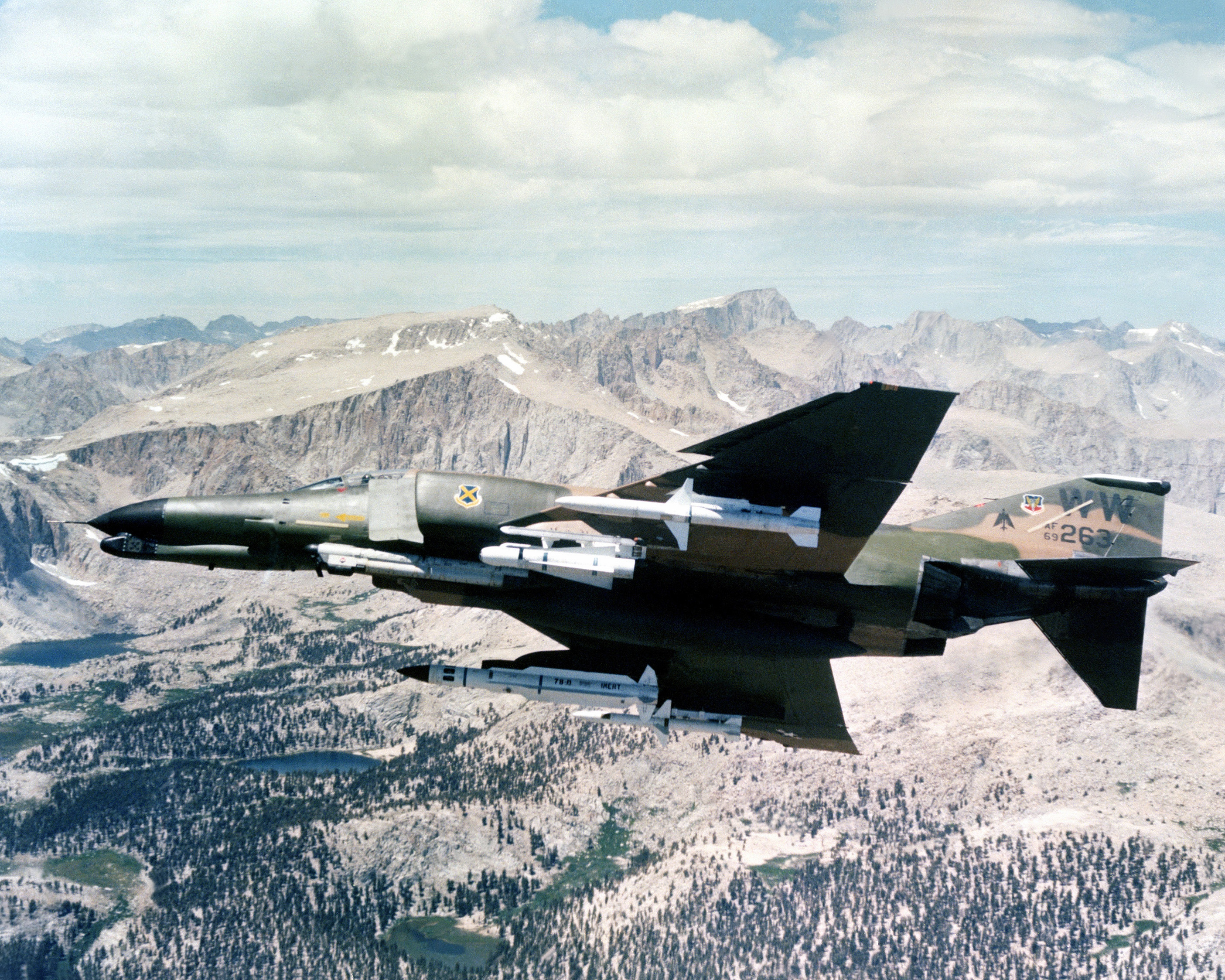
F-4G Wild Weasel V som visar upp sin vapenlast av olika attackrobotar: AGM-45, AGM-65, AGM-78, och AGM-88.
- McDonnell Douglas F-4 Phantom II.